# Mouhers
Ne doit pas être confondu avec Mouhet.
Mouhers est une commune française située dans le département de l'Indre, en région Centre-Val de Loire.

## Géographie

### Localisation
La commune est située dans le sud du département, dans la région naturelle du Boischaut Sud.
Les communes limitrophes : Cluis (3 km), Gournay (4 km), Neuvy-Saint-Sépulchre (4 km) et Saint-Denis-de-Jouhet (8 km).
Les communes chefs-lieux et préfectorales sont : Neuvy-Saint-Sépulchre (4 km), La Châtre (16 km), Châteauroux (28 km), Issoudun (46 km) et Le Blanc (55 km).

### Hameaux et lieux-dits
Les hameaux et lieux-dits de la commune sont : Boulimbert, les Espardiaux, Limanges et Bonavois.

### Géologie et hydrographie
La commune est classée en zone de sismicité 2, correspondant à une sismicité faible.
Le territoire communal est arrosé par la rivière Bouzanne.

### Climat
Pour des articles plus généraux, voir Climat du Centre-Val de Loire et Climat de l'Indre.
En 2010, le climat de la commune est de type climat océanique dégradé des plaines du Centre et du Nord, selon une étude du CNRS s'appuyant sur une série de données couvrant la période 1971-2000. En 2020, Météo-France publie une typologie des climats de la France métropolitaine dans laquelle la commune est exposée à un climat océanique altéré et est dans la région climatique Ouest et nord-ouest du Massif Central, caractérisée par une pluviométrie annuelle de 900 à 1 500 mm, maximale en automne et en hiver.
Pour la période 1971-2000, la température annuelle moyenne est de 11,2 °C, avec une amplitude thermique annuelle de 15,3 °C. Le cumul annuel moyen de précipitations est de 829 mm, avec 12 jours de précipitations en janvier et 7,5 jours en juillet. Pour la période 1991-2020, la température moyenne annuelle observée sur la station météorologique de Météo-France la plus proche, « Jeu-les-Bois-Auto », sur la commune de Jeu-les-Bois à 12 km à vol d'oiseau, est de 12,0 °C et le cumul annuel moyen de précipitations est de 746,6 mm,. Pour l'avenir, les paramètres climatiques de la commune estimés pour 2050 selon différents scénarios d'émission de gaz à effet de serre sont consultables sur un site dédié publié par Météo-France en novembre 2022.

### Voies de communication et transports
Le territoire communal est desservi par les routes départementales : 38, 54 75, 75A et 990.
La ligne d'Argenton-sur-Creuse à La Chaussée passait par le territoire communal, une gare (Bonnavoix) desservait la commune. La gare ferroviaire la plus proche est la gare d'Argenton-sur-Creuse, à 24 km.
Mouhers est desservie par les lignes H et I du Réseau de mobilité interurbaine.
L'aéroport le plus proche est l'aéroport de Châteauroux-Centre, à 39 km.
Le territoire communal est traversé par le sentier de grande randonnée 654.

## Urbanisme

### Typologie
Au 1er janvier 2024, Mouhers est catégorisée commune rurale à habitat très dispersé, selon la nouvelle grille communale de densité à sept niveaux définie par l'Insee en 2022.
Elle est située hors unité urbaine et hors attraction des villes,.

### Occupation des sols
L'occupation des sols de la commune, telle qu'elle ressort de la base de données européenne d’occupation biophysique des sols Corine Land Cover (CLC), est marquée par l'importance des territoires agricoles (89,5 % en 2018), une proportion sensiblement équivalente à celle de 1990 (90,2 %). La répartition détaillée en 2018 est la suivante : 
prairies (58,5 %), zones agricoles hétérogènes (17,8 %), terres arables (13,2 %), forêts (6,3 %), mines, décharges et chantiers (2,7 %), zones urbanisées (1,5 %). L'évolution de l’occupation des sols de la commune et de ses infrastructures peut être observée sur les différentes représentations cartographiques du territoire : la carte de Cassini (XVIIIe siècle), la carte d'état-major (1820-1866) et les cartes ou photos aériennes de l'IGN pour la période actuelle (1950 à aujourd'hui).

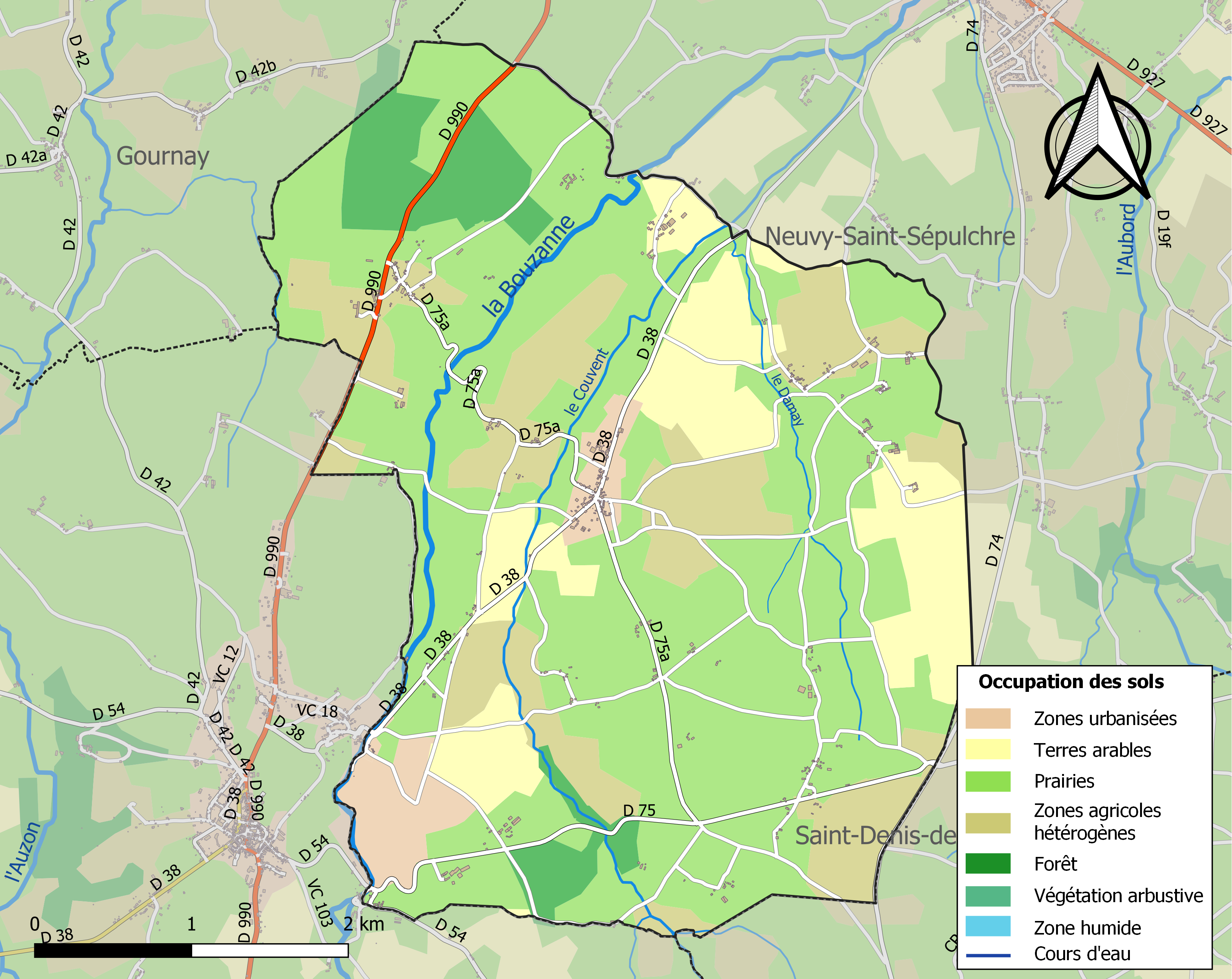
Carte des infrastructures et de l'occupation des sols de la commune en 2018 (CLC).

### Logement
Le tableau ci-dessous présente le détail du secteur des logements de la commune :
| Date du relevé                                              | 2013   |
| Nombre total de logements                                   | 174    |
| Résidences principales                                      | 66,8 % |
| Résidences secondaires                                      | 14,8 % |
| Logements vacants                                           | 18,5 % |
| Part des ménages propriétaires de leur résidence principale | 86,6 % |

### Risques majeurs
Le territoire de la commune de Mouhers est vulnérable à différents aléas naturels : météorologiques (tempête, orage, neige, grand froid, canicule ou sécheresse) et séisme (sismicité faible). Il est également exposé à un risque technologique, le transport de matières dangereuses, et à un risque particulier : le risque de radon. Un site publié par le BRGM permet d'évaluer simplement et rapidement les risques d'un bien localisé soit par son adresse soit par le numéro de sa parcelle.

#### Risques naturels

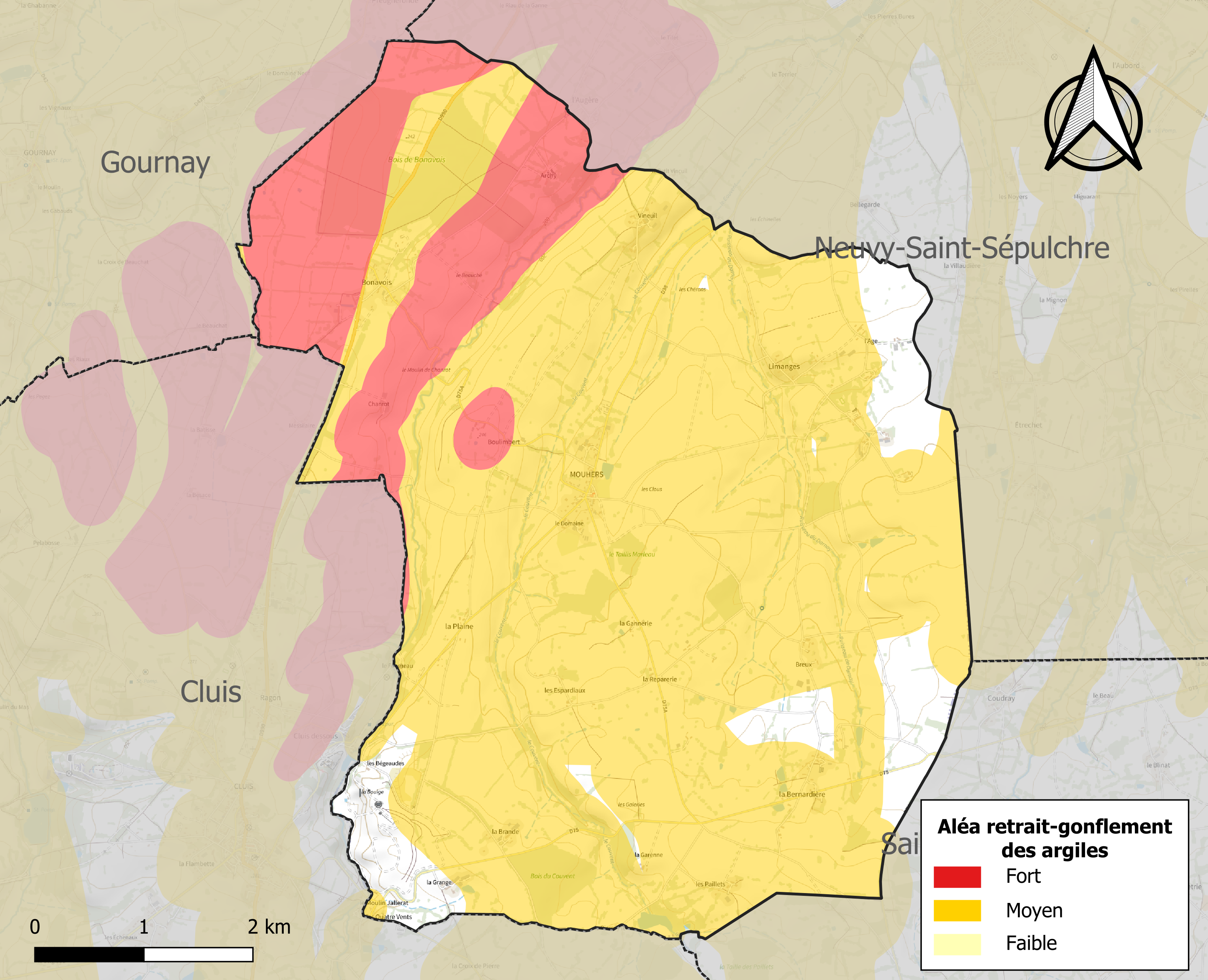
Carte des zones d'aléa retrait-gonflement des sols argileux de Mouhers.

Le retrait-gonflement des sols argileux est susceptible d'engendrer des dommages importants aux bâtiments en cas d’alternance de périodes de sécheresse et de pluie. 91,6 % de la superficie communale est en aléa moyen ou fort (84,7 % au niveau départemental et 48,5 % au niveau national). Sur les 176 bâtiments dénombrés sur la commune en 2019, 171 sont en aléa moyen ou fort, soit 97 %, à comparer aux 86 % au niveau départemental et 54 % au niveau national. Une cartographie de l'exposition du territoire national au retrait gonflement des sols argileux est disponible sur le site du BRGM,.
Concernant les mouvements de terrains, la commune a été reconnue en état de catastrophe naturelle au titre des dommages causés par la sécheresse en 2018 et par des mouvements de terrain en 1999.

#### Risques technologiques
Le risque de transport de matières dangereuses sur la commune est lié à sa traversée par des infrastructures routières ou ferroviaires importantes ou la présence d'une canalisation de transport d'hydrocarbures. Un accident se produisant sur de telles infrastructures est en effet susceptible d’avoir des effets graves au bâti ou aux personnes jusqu’à 350 m, selon la nature du matériau transporté. Des dispositions d’urbanisme peuvent être préconisées en conséquence.

#### Risque particulier
Dans plusieurs parties du territoire national, le radon, accumulé dans certains logements ou autres locaux, peut constituer une source significative d’exposition de la population aux rayonnements ionisants. Toutes les communes du département sont concernées par le risque radon à un niveau plus ou moins élevé. Selon la classification de 2018, la commune de Mouhers est classée en zone 3, à savoir zone à potentiel radon significatif.

## Toponymie
La première mention connue est Moers au XIIe siècle puis Mohers en 1424 et enfin De Moheriis en 1648.

## Histoire
Les origines du village, qui surplombent un affluent de la Bouzanne, sont très mal connues. Il occupe un site en hauteur, qui domine les alentours vers Cluis-Dessous et Bonavois. La petite église paroissiale ogivale dépendait de l'abbaye de Marmoutier (Tours).

## Politique et administration
La commune dépend de l'arrondissement de La Châtre, du canton de Neuvy-Saint-Sépulchre, de la deuxième circonscription de l'Indre et de la communauté de communes du Val de Bouzanne.
| Période                                  | Période  | Identité              | Étiquette | Qualité                 |
| ---------------------------------------- | -------- | --------------------- | --------- | ----------------------- |
| 1983                                     | 1989     | Françoise Roussillat, | ?         | ?                       |
| mars 2001                                | 2006     | Jean-Claude Amiel     | ?         | ?                       |
| 2006,                                    | En cours | Barbara Nicolas       | DVD       | Esthéticienne retraitée |
| Les données manquantes sont à compléter. |          |                       |           |                         |

## Population et société

### Démographie
L'évolution du nombre d'habitants est connue à travers les recensements de la population effectués dans la commune depuis 1793. Pour les communes de moins de 10 000 habitants, une enquête de recensement portant sur toute la population est réalisée tous les cinq ans, les populations de référence des années intermédiaires étant quant à elles estimées par interpolation ou extrapolation. Pour la commune, le premier recensement exhaustif entrant dans le cadre du nouveau dispositif a été réalisé en 2005.

En 2022, la commune comptait 205 habitants, en évolution de −11,26 % par rapport à 2016 (Indre : −3 %, France hors Mayotte : +2,11 %).
| 1793 | 1800 | 1806 | 1821 | 1831 | 1836 | 1841 | 1846 | 1851 |
| ---- | ---- | ---- | ---- | ---- | ---- | ---- | ---- | ---- |
| 700  | 460  | 493  | 486  | 489  | 640  | 662  | 626  | 611  |

| 1856 | 1861 | 1866 | 1872 | 1876 | 1881 | 1886 | 1891 | 1896 |
| ---- | ---- | ---- | ---- | ---- | ---- | ---- | ---- | ---- |
| 584  | 587  | 550  | 549  | 615  | 591  | 637  | 617  | 614  |

| 1901 | 1906 | 1911 | 1921 | 1926 | 1931 | 1936 | 1946 | 1954 |
| ---- | ---- | ---- | ---- | ---- | ---- | ---- | ---- | ---- |
| 633  | 651  | 634  | 524  | 529  | 513  | 484  | 495  | 468  |

| 1962 | 1968 | 1975 | 1982 | 1990 | 1999 | 2005 | 2006 | 2010 |
| ---- | ---- | ---- | ---- | ---- | ---- | ---- | ---- | ---- |
| 431  | 370  | 342  | 301  | 269  | 250  | 247  | 242  | 249  |

| 2015 | 2020 | 2022 | - | - | - | - | - | - |
| ---- | ---- | ---- | - | - | - | - | - | - |
| 231  | 210  | 205  | - | - | - | - | - | - |

### Enseignement
La commune ne possède pas de lieu d'enseignement.

### Médias
La commune est couverte par les médias suivants : La Nouvelle République du Centre-Ouest, Le Berry républicain, L'Écho - La Marseillaise, La Bouinotte, Le Petit Berrichon, L'Écho du Berry, France 3 Centre-Val de Loire, Berry Issoudun Première, Vibration, Forum, France Bleu Berry et RCF en Berry.

## Économie
La commune se situe dans la zone d’emploi de Châteauroux et dans le bassin de vie de La Châtre.
À côté de l'activité agricole dominante (polyculture, élevage), la commune accueille aussi une carrière d'amphibolite. Ce matériau de couleur bleue est très utilisé pour la construction des routes. Le site d'extraction appartient aujourd'hui au groupe Vinci.

## Culture locale et patrimoine

### Lieux et monuments
- Château de Limanges : fief des Aucapitaine, dépendant de Cluis-Dessous ; il aurait accueilli Louis XIII après une chasse. À la fin du XIXe siècle, il appartenait à Ernest Périgois, homme politique et ami de George Sand.
- Manoir d'Archy ou Archys XVIIIe siècle[34].
- Église paroissiale (XIIe siècle) : elle est dédiée à saint Maurice. Petite et cruciforme, elle accueille une statue de saint Antoine du XVIe siècle. Trois générations de sacristains à Mouhers : Barthélémy Barbaud (1699-1767), puis son fils Louis (1745-1829) et le fils de celui-ci François (1774-1853) ; tous les trois furent sacristains de l'église Saint-Maurice de Mouhers.
- Monument aux morts.
- Bois du Plaix : il a abrité un ermitage attesté en 1450[35]. Les bénédictins ont dû être remplacés par des franciscains, installés par le pieux seigneur de Cluis-Dessous Guy III de Chauvigny en 1459[36]. Le couvent se trouvait à peu de distance de sa forteresse dans un vallon de la Bouzanne resté sauvage. Fermé à la Révolution, ce couvent est devenu un siège de domaine où furent assassinés le 10 juin 1887 le richissime Jacques Richer (1801-1887) et son domestique Jacques Thavereau (1819-1887). Le couvent est alors vendu à un marchand de biens qui rase la propriété jusqu'aux fondations. Il ne reste plus que les piliers de l'entrée sur le flanc de la colline.

### Personnalités liées à la commune
- Émile Forichon (1848-1915), avocat, magistrat, sénateur de l'Indre, propriétaire du manoir d'Archy, qu'il lègue à l'hôpital-hospice de Châteauroux.
- Blaise Gay (1794-1813), né à Mouhers le 12 mars 1794, soldat de la Grande Armée, meurt à l'hôpital militaire de Nancy le 13 mai 1813, à l'âge de 19 ans (campagne d'Allemagne de 1813).